# Ana Torrent

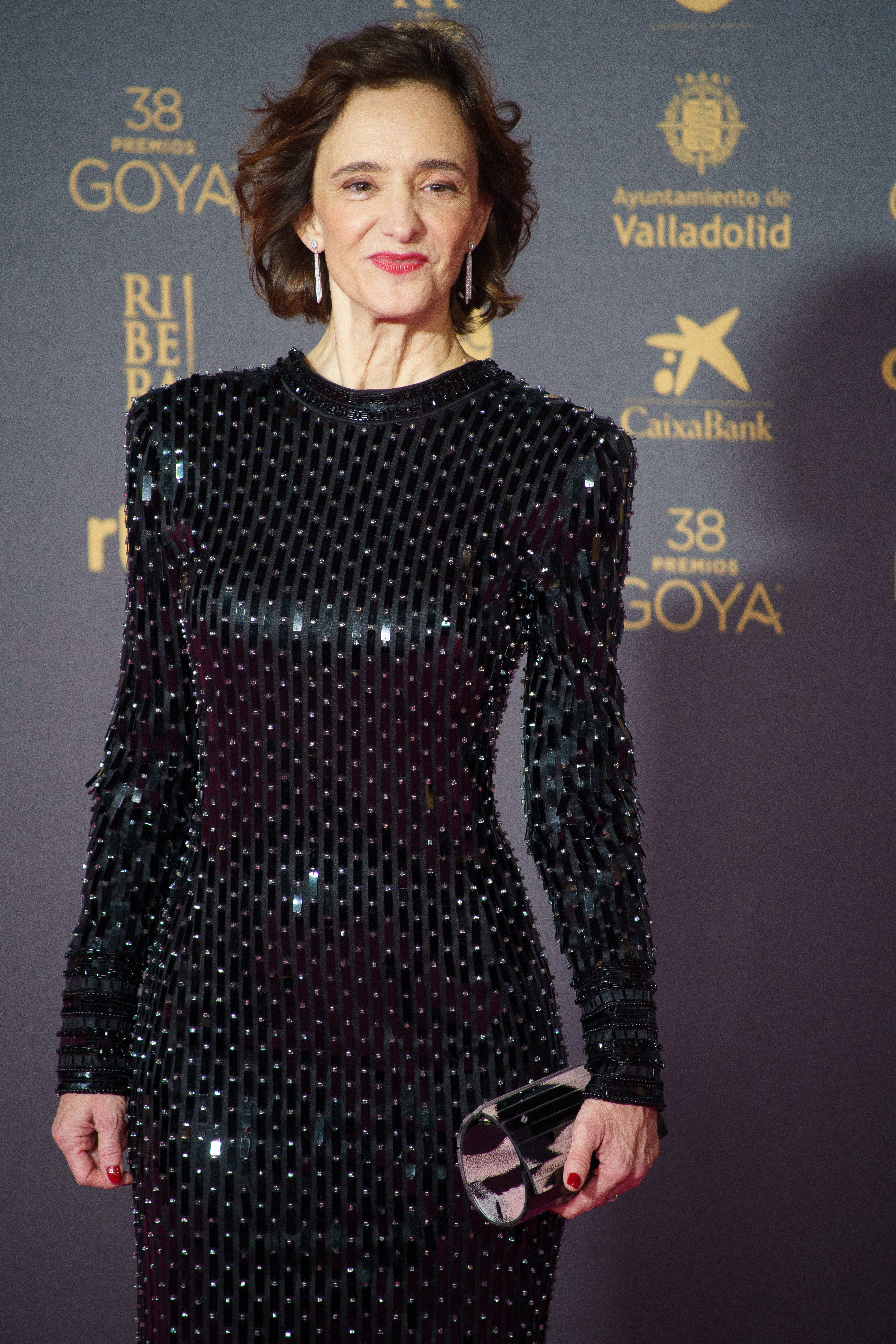
Ana Torrent (2024)

Ana Torrent Bertrán de Lis (* 12. Juli 1966 in Madrid) ist eine spanische Schauspielerin.

## Leben
Torrent hatte als Siebenjährige ihr Schauspieldebüt in Víctor Erices Der Geist des Bienenstocks. Sie wurde daraufhin als beste spanische Filmschauspielerin mit dem Fotogramas de Plata ausgezeichnet. Drei Jahre später spielte sie in Carlos Sauras Züchte Raben…. Nach weiteren spanischen Filmproduktionen, darunter Blood & Sand neben Sharon Stone, spielte sie Anfang der 1990er Jahre in der italienischen Fernsehserie Allein gegen die Mafia. Für ihre Hauptrolle im Thriller Tesis – Der Snuff-Film wurde sie 1997 für den Goya nominiert. 2008 spielte sie in der britischen Produktion Die Schwester der Königin die Rolle der Katharina von Aragón.

## Filmografie (Auswahl)
- 1973: Der Geist des Bienenstocks (El espíritu de la colmena)
- 1976: Züchte Raben… (Cría cuervos)
- 1977: Elisa, mein Leben (Elisa, vida mía)
- 1980: Eine unmögliche Liebe (El nido)
- 1983: Mir reicht’s – ich steig aus
- 1989: Blood & Sand (Sangre y arena)
- 1990: Allein gegen die Mafia 5 (La piovra 5 – Il cuore del problema) (Fernseh-Miniserie)
- 1992: Allein gegen die Mafia 6 (La piovra 6 – L’ultimo segreto) (Fernseh-Miniserie)
- 1996: Tesis – Der Snuff-Film (Tesis)
- 1999: Yoyes
- 2001: Juego de Luna
- 2008: Die Schwester der Königin (The Other Boleyn Girl)
- 2009: Delictum – Im Namen des Herren (No-Do)
- 2013: Brief an Evita (Carta a Evita)
- 2017: Verónica – Spiel mit dem Teufel (Verónica)
- 2018: El desentierro
- 2020: Nieva en Benidorm (It Snows in Benidorm)
- 2023: Cerrar los ojos
- 2023: Sobre todo de noche
- 2024: Mit eiserner Hand (Mano de hierro) (Fernseh-Miniserie)
- 2025: La furia

## Auszeichnungen (Auswahl)
- 1974: Fotogramas de Plata für Der Geist des Bienenstocks
- 1980: Preis beim World Film Festival als beste Schauspielerin für Eine unmögliche Liebe
- 1997: Goya-Nominierung für Tesis – Der Snuff-Film
- 2024: Fotogramas de Plata für Cerrar los ojos
- 2024: Premio Feroz für Cerrar los ojos
- 2024: Goya-Nominierung für Cerrar los ojos